# Patrice Jean
Patrice Jean est un écrivain français né à Nantes le 25 septembre 1966.

## Parcours littéraire
Né à Nantes en 1966, Patrice Jean, après des études de philosophie, devient professeur de lettres modernes.
En 1993, il publie, avec deux amis, Benoît Richard et Christophe Bonneau, un recueil ironique des pensées de Thierry Roland et Jean-Michel Larqué.
En 2013, un premier roman est publié aux éditions Rue Fromentin : La France de Bernard. Chez le même éditeur, il publie Les Structures du mal en 2015, Revenir à Lisbonne en 2016 et L'Homme surnuméraire en 2017.
En 2021 sort chez Gallimard La Poursuite de l’idéal, roman d’initiation et satire du monde moderne. L'année suivante, en 2022, paraît chez le même éditeur Le parti d’Edgar Winger.

## Réception critique
Selon Michel Marmin, Patrice Jean appartient à la race des romanciers « qui ont un œil ouvert sur le monde, l’autre tourné vers l’intérieur, vers les mystères, les attraits et les pièges de la psyché », d’où un « esprit extraordinairement subversif. »
Olivier Maulin considère que Patrice Jean, notamment dans L'Homme surnuméraire, montre la déchéance de notre époque « emprisonnée dans ses libérations, abêtie par son idéologie, prête désormais à tout sacrifier, jusqu’à la liberté, pour accomplir sa parousie progressiste, ce totalitarisme qui arrive en rampant. »
Selon Alice Ferney, La Poursuite de l’idéal entre dans « l’âme des choses », « en l’occurrence dans l’esprit de notre temps », de sorte qu’il contredit « l’annonce récurrente de la mort du roman. »

## Publications
- Tout à fait Jean-Michel (avec des dessins de Sempé), Éditions du Seuil. 1993
- La France de Bernard : roman, Paris, Rue Fromentin, 2013, 210 p. (ISBN 978-2-919547-16-6) ; Pocket, 2015
- Les Structures du mal, Rue Fromentin, 2015, 180 p. (ISBN 978-2-919547-36-4) ; Pocket, 2016
- Revenir à Lisbonne : ou l'imposture amoureuse, Paris, Rue Fromentin, 2016, 110 p. (ISBN 978-2-919547-45-6) ; Pocket, 2017
- L'Homme surnuméraire : roman, Paris, Rue Fromentin, 2017, 275 p. (ISBN 978-2-919547-52-4)
- Tour d'ivoire, Rue Fromentin, 2019, 248 p.  (ISBN 978-2-919547-60-9)
- La Poursuite de l'idéal, Gallimard, coll. « Blanche », 2021, 488 p.  (ISBN 978-2-07-292041-7)
- Le Parti d’Edgar Winger, Gallimard, coll. « Blanche », 2022, 256 p.  (ISBN 978-2-07-297426-7)
- Rééducation Nationale, Rue Fromentin, 2022, 144 p.  (ISBN 978-2919547722)
- Louis le Magnifique, Le Cherche Midi, 2022, 200 p.  (ISBN 978-2749174792)
- Kafka au candy-shop, Léo Scheer, 2024, 160 p. (ISBN 978-2756123004)
- La Vie des spectres, Le Cherche Midi, 2024, 464 p.  (ISBN 978-2749179650)
- Les Mauvais fils, correspondance choisie 2017-2022 avec Bruno Lafourcade; La Mouette de Minerve, 2024,426 p.

## Contributions à des livres et revues
- Le Paradis français d’Éric Rohmer, Éditions Pierre-Guillaume de Roux, 2017
- L'Atelier du roman, Éléments, La Revue littéraire, La Nouvelle Revue française, Revue Droit & Littérature, L'Amour, Le Figaro Magazine, Causeur, L'Âme au diable, Chic fille.

## Prix
- Prix de L'Incorrect pour Tour d'ivoire (2019)
- Prix K2 pour La Poursuite de l'idéal (2022).
- Prix des Hussards pour Le Parti d'Edgar Winger (2022).
- Prix Maison rouge pour La Vie des spectres (2024)
- Prix de l'Académie de Bretagne et des Pays de la Loire pour La Vie des spectres (2025)